# إد بيري
إد بيري (بالإنجليزية: Ed Berry)‏ هو لاعب كرة قدم أمريكية أمريكي، ولد في 28 سبتمبر 1963 في سان فرانسيسكو في الولايات المتحدة.

## وصلات خارجية
- إد بيري على موقع مرجع كرة القدم المحترفة.كوم (الإنجليزية)